# Assassin's Creed Rebellion
Assassin's Creed Rebellion is een action-adventurespel ontwikkeld door Behaviour Interactive. Het spel werd in november 2018 door Ubisoft uitgebracht voor smartphones en tablets met Android of iOS. 

## Ontwikkeling
In 2017 maakte Ubisoft bekend een nieuw mobiel strategiespel uit te brengen in de Assassins's Creed-franchise. Het spel werd ontwikkeld door de Canadese spelontwikkelaar Behaviour Interactive. Op 12 oktober 2018 presenteerde Ubisoft een trailer die het spel aankondigde. Op 21 november 2018 werd het spel officieel uitgebracht door Ubisoft.
Het spel is gratis te downloaden op smartphones en tablets met Android of IOS, maar maakt veel gebruik van microtransacties. In de Android-app variëren de kosten van deze microtransacties tussen de 1,09 en 109,99 euro.

## Synopsis
Het spelverloop vindt plaats in het Spanje van de 15e eeuw, ten tijde van de Spaanse Inquisitie. De speler heeft als taak om een groep assassijnen op te leiden en een basis te bouwen. Dit wordt gedaan door missies te volbrengen.

## Ontvangst
| Beoordeeld door    | Platform | Datum            | Score |
| ------------------ | -------- | ---------------- | ----- |
| Jeuxvideo.com      |          | 28 november 2018 | 75%   |
| rapidreviewsuk.com |          | 10 december 2018 | 70%   |
| Metro Gamecentral  |          | 13 december 2018 | 50%   |